# Oligomantis hyalina
Oligomantis hyalina es una especie de mantis de la familia Hymenopodidae.

## Distribución geográfica
Se encuentra en Sumatra (Indonesia).